# Oenanthe bulgarica
Oenanthe bulgarica är en flockblommig växtart som beskrevs av Josef Velenovský. Oenanthe bulgarica ingår i släktet stäkror, och familjen flockblommiga växter. Inga underarter finns listade i Catalogue of Life.